# サロメーヤ・ネリス
サロメーヤ・ネリス（リトアニア語: Salomėja Nėris、1904年11月17日 - 1945年7月7日）は、リトアニアの詩人である。本名は、サロメーヤ・バチンスカイテ＝ブチエネ（Salomėja Bačinskaitė-Bučienė）。

## 経歴
ロシア帝国支配下のキルシャイ村に出生。ラズディヤイ、カウナス、パネヴェジースで教職に就いたあと、1927年に処女詩集「あさはやくに」(„Anksti rytą“)を発表した。1928年にリトアニア大学（現ヴィータウタス・マグヌス大学）を卒業。リトアニア文学、ドイツ語、ドイツ文学を専攻した。卒業後はギムナジウムのドイツ語の教師となった。
1945年、肝臓がんと診断されモスクワで療養中に死去した。晩年の作品は、リトアニアへの愛情にあふれていた。死後、カウナスに埋葬された。

## 作品
- „Anksti rytą“ （1927年）
- „Pėdos smėly“（1931年）
- „Per lūžtantį ledą“（1935年）
- „Diemedžiu žydėsiu“（1938年）
- „Eglė žalčių karalienė“（1940年）
- „Dainuok, širdie, gyvenimą“（1943年）
- „Lakštingala negali nečiulbėti“（1945年）